# Beaumont-en-Verdunois
Pour les articles homonymes, voir Beaumont.
Beaumont-en-Verdunois est une commune française située dans le département de la Meuse, en région Grand Est.
Elle fait partie des neuf villages français détruits durant la Première Guerre mondiale non reconstruits car classés en zone rouge du département de la Meuse.

## Géographie

### Localisation
La commune est située à une quinzaine de kilomètres au nord de Verdun.

### Communes limitrophes
| Haumont-près-Samogneux | Ville-devant-Chaumont Moirey-Flabas-Crépion | Azannes-et-Soumazannes |
| Samogneux              | Beaumont-en-Verdunois                       | Ornes village détruit  |
| Champneuville          | Louvemont-Côte-du-Poivre village détruit    |                        |

### Hydrographie
La commune est traversée par la ligne de partage des eaux entre les bassins versants du Rhin et de la Meuse au sein du bassin Rhin-Meuse. Elle est drainée par le ravin de Vacherauville,.

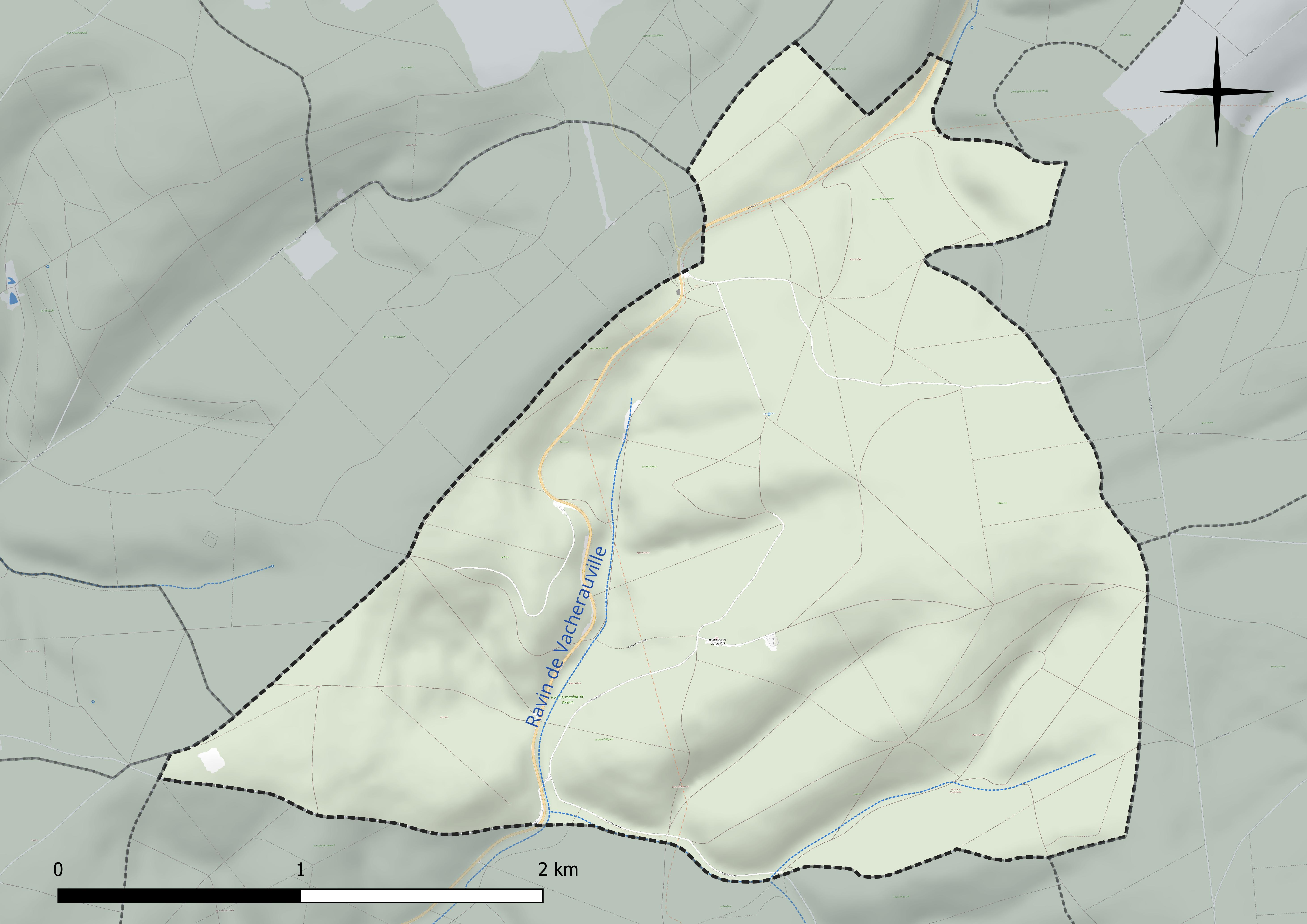
Réseau hydrographique de Beaumont-en-Verdunois.

### Climat
Pour des articles plus généraux, voir Climat du Grand Est et Climat de la Meuse.
En 2010, le climat de la commune est de type climat de montagne, selon une étude du Centre national de la recherche scientifique s'appuyant sur une série de données couvrant la période 1971-2000. En 2020, Météo-France publie une typologie des climats de la France métropolitaine dans laquelle la commune est exposée à un climat océanique altéré et est dans la région climatique Lorraine, plateau de Langres, Morvan, caractérisée par un hiver rude (1,5 °C), des vents modérés et des brouillards fréquents en automne et hiver.
Pour la période 1971-2000, la température annuelle moyenne est de 9,3 °C, avec une amplitude thermique annuelle de 16,1 °C. Le cumul annuel moyen de précipitations est de 1 037 mm, avec 14,6 jours de précipitations en janvier et 9,9 jours en juillet. Pour la période 1991-2020, la température moyenne annuelle observée sur la station météorologique de Météo-France la plus proche, « Septsarges », sur la commune de Septsarges à 18 km à vol d'oiseau, est de 10,3 °C et le cumul annuel moyen de précipitations est de 942,8 mm. 
La température maximale relevée sur cette station est de 39,9 °C, atteinte le 25 juillet 2019 ; la température minimale est de −15,7 °C, atteinte le 1er janvier 1997,,.
Les paramètres climatiques de la commune ont été estimés pour le milieu du siècle (2041-2070) selon différents scénarios d'émission de gaz à effet de serre à partir des nouvelles projections climatiques de référence DRIAS-2020. Ils sont consultables sur un site dédié publié par Météo-France en novembre 2022.

## Urbanisme

### Typologie
Au 1er janvier 2024, Beaumont-en-Verdunois est catégorisée commune rurale à habitat très dispersé, selon la nouvelle grille communale de densité à sept niveaux définie par l'Insee en 2022.
Elle est située hors unité urbaine et hors attraction des villes,.

### Occupation des sols
L'occupation des sols de la commune, telle qu'elle ressort de la base de données européenne d’occupation biophysique des sols Corine Land Cover (CLC), est marquée par l'importance des forêts et milieux semi-naturels (100 % en 2018), une proportion identique à celle de 1990 (100 %). La répartition détaillée en 2018 est la suivante : 
forêts (97,5 %), milieux à végétation arbustive et/ou herbacée (2,5 %). L'évolution de l’occupation des sols de la commune et de ses infrastructures peut être observée sur les différentes représentations cartographiques du territoire : la carte de Cassini (XVIIIe siècle), la carte d'état-major (1820-1866) et les cartes ou photos aériennes de l'IGN pour la période actuelle (1950 à aujourd'hui).

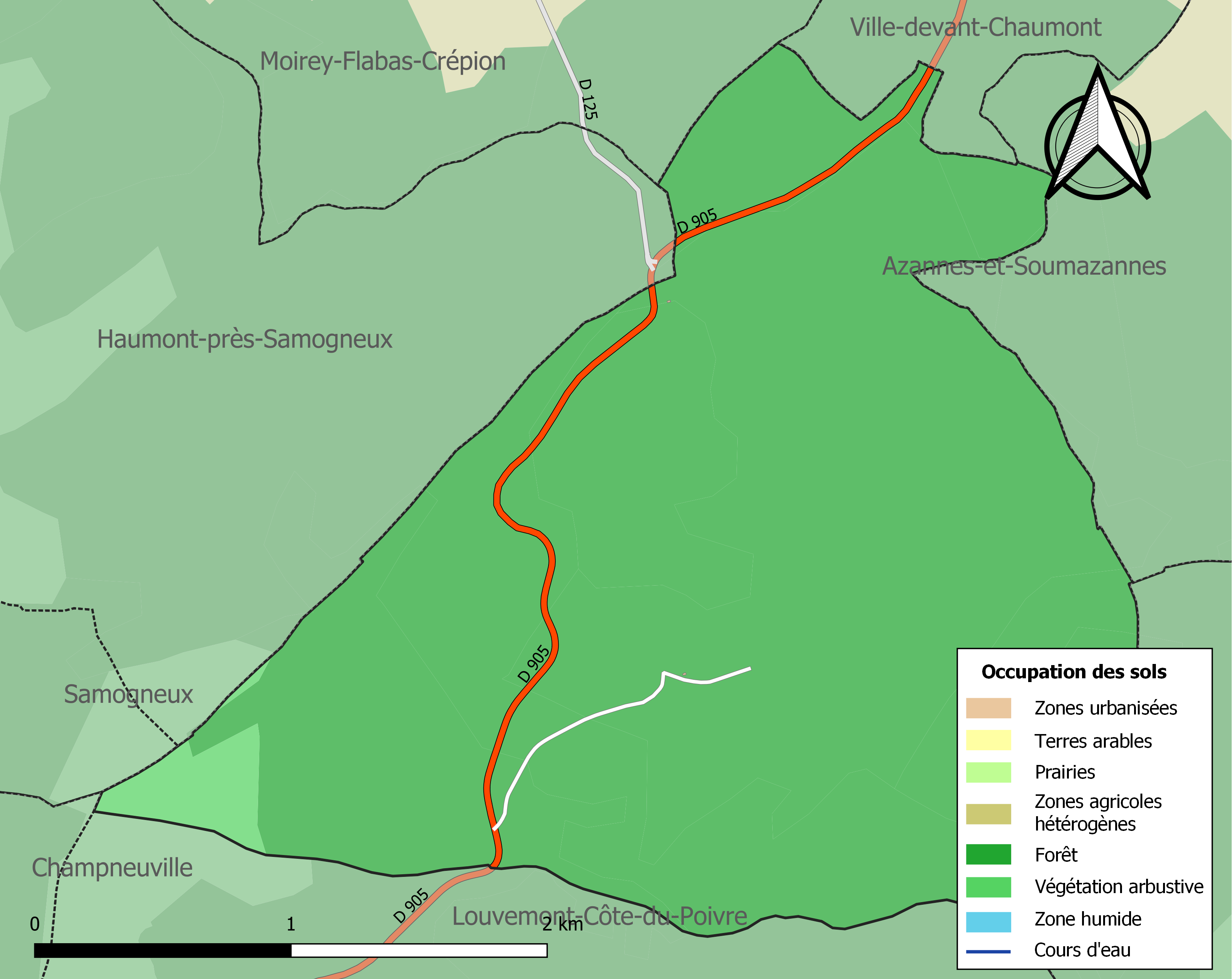
Carte des infrastructures et de l'occupation des sols de la commune en 2018 (CLC).

## Toponymie
Le nom de la localité est attesté sous les formes Bibomons, Bibonis-mons super fluvium Orna (851) ; Belmons (1182) ; Baumont (1242) ; Neuve ville à Beaumont (1252) ; Byaumont (1332) ; Braumont (1642) ; Belmont (XVIIe siècle) ; Bellus-mons (1738) ; Beaumont en 1793 ; Beaumont en 1801 ; Beaumont-en-Verdunois par décret du 24.02.1922.

Le nom de la ville, Beaumont, est la contraction de « beau mont », issu de l'ancien français bel mont, où l'adjectif bel « beau » exprime l'importance ou la hauteur signalant l'intérêt du mont considéré.
Le Verdunois ou « Pays verdunois », est la région de Verdun dans le département français de la Meuse.

## Histoire

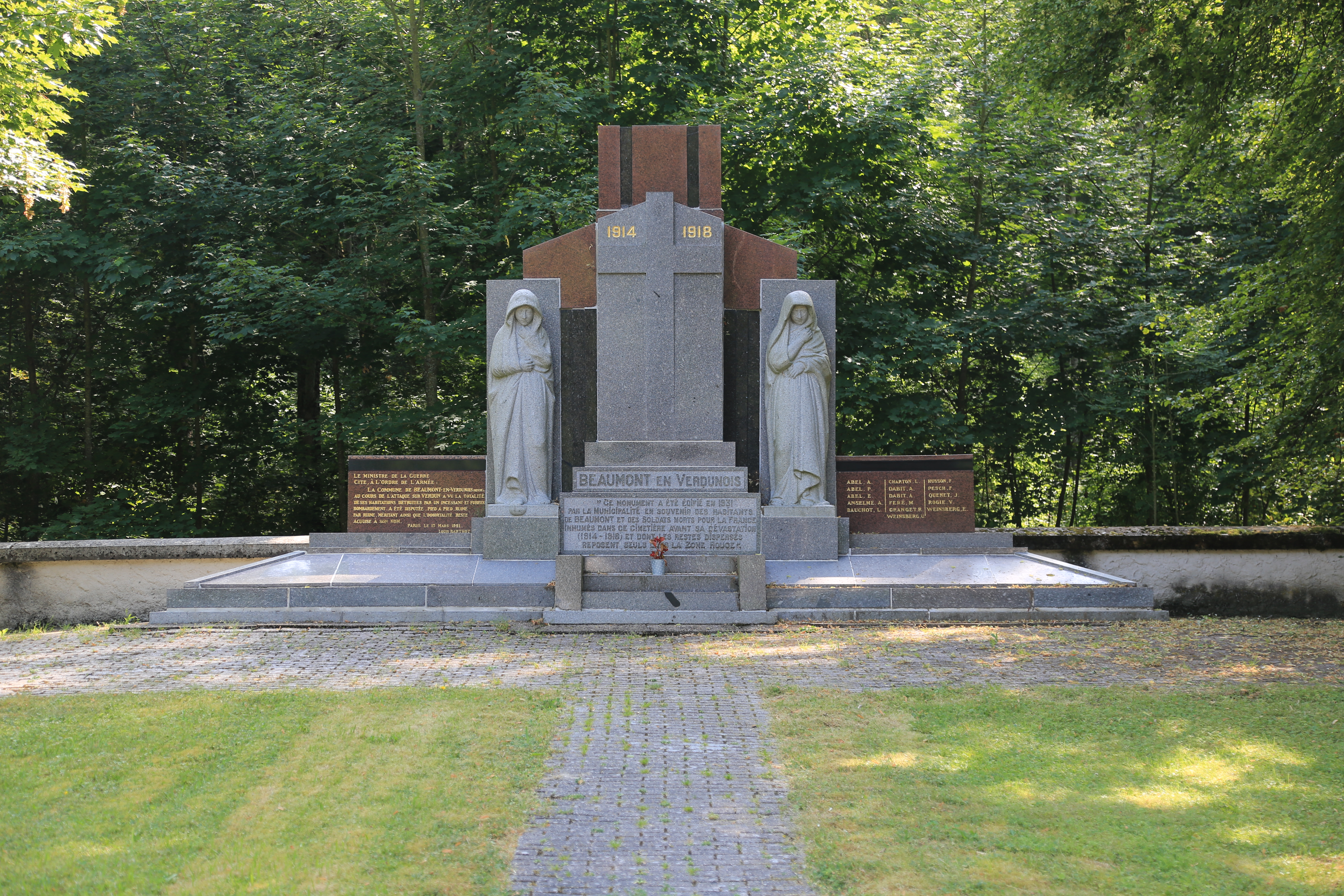
Le monument aux morts.

Le 21 février 1916, le tonnerre des canons marque le début de la bataille de Verdun. Situé sur le secteur de Verdun, le village perdu par les troupes françaises le 23 février 1916 et repris le 8 octobre 1918 disparaîtra totalement sous l'acharnement des pilonnages des obus français et allemands.
Cette commune ne possède aucun habitant. C'est l'un des neuf villages français détruits durant la Première Guerre mondiale et non reconstruits dans ce secteur déclaré « village mort pour la France » à la fin des hostilités. Il fut décidé de conserver cette commune en mémoire des événements qui s'y déroulèrent. La commune est aujourd'hui administrée par un conseil de trois personnes désignées par le préfet de la Meuse.

## Politique et administration
| Période                                  | Période  | Identité      | Étiquette | Qualité                    |
| ---------------------------------------- | -------- | ------------- | --------- | -------------------------- |
| Les données manquantes sont à compléter. |          |               |           |                            |
| 1990                                     | En cours | Pierre Libert |           | Ancien officier de l'armée |

## Population et société

### Démographie
Depuis la fin de la première Guerre mondiale, la commune est inhabitée. L'évolution du nombre d'habitants est connue à travers les recensements de la population effectués dans la commune depuis 1793. À partir du XXIe siècle, les recensements réels des communes de moins de 10 000 habitants ont lieu tous les cinq ans, contrairement aux autres communes qui ont une enquête par sondage chaque année,.
| 1793 | 1800 | 1806 | 1821 | 1831 | 1836 | 1841 | 1846 | 1851 |
| ---- | ---- | ---- | ---- | ---- | ---- | ---- | ---- | ---- |
| 169  | 289  | 316  | 343  | 373  | 393  | 389  | 388  | 386  |

| 1856 | 1861 | 1866 | 1872 | 1876 | 1881 | 1886 | 1891 | 1896 |
| ---- | ---- | ---- | ---- | ---- | ---- | ---- | ---- | ---- |
| 365  | 333  | 310  | 269  | 274  | 277  | 260  | 233  | 219  |

| 1901 | 1906 | 1911 | 1921 | 1926 | 1931 | 1936 | 1946 | 1954 |
| ---- | ---- | ---- | ---- | ---- | ---- | ---- | ---- | ---- |
| 215  | 197  | 186  | -    | -    | 24   | -    | -    | -    |

| 1962 | 1968 | 1975 | 1982 | 1990 | 1999 | 2006 | 2011 | 2016 |
| ---- | ---- | ---- | ---- | ---- | ---- | ---- | ---- | ---- |
| -    | -    | -    | -    | -    | -    | -    | -    | -    |

| 2021 | 2022 | - | - | - | - | - | - | - |
| ---- | ---- | - | - | - | - | - | - | - |
| -    | -    | - | - | - | - | - | - | - |

## Économie
Néant, lieu de mémoire (commune « morte » pour la France).

## Culture locale et patrimoine
Chaque année depuis 1932, une cérémonie en l'honneur des morts de Beaumont-en-Verdunois est organisée le dimanche de septembre précédant la Saint-Maurice, jour de la fête du village avant sa destruction.

### Lieux et monuments

#### Lieux de mémoire de la Grande Guerre
Des rectangles de terre dessinent l'emplacement des maisons anéanties. On aperçoit l'entrée des caves écroulées. Une petite chapelle Saint-Maurice dressée au cœur de la commune, à côté du monument aux morts a été construite en 1933 par l'architecte George Perceval, la chapelle est inscrite au titre des Monuments Historiques en 2021. Au sommet, vestige de l'avant-guerre, le cimetière communal, avec ses tombes antérieures à la guerre semble veiller sur la commune.
Une borne Vauthier est visible à Beaumont.

### Décoration française
- Croix de guerre 1914-1918.

### Héraldique
| Blason de Beaumont-en-Verdunois | Blason  | Écartelé en sautoir : au 1, d'azur à une trompe de chasse d'or ; au 2, de gueules à une benoîte commune d'or aux cinq pointes d'argent ; au 3, de gueules à une croix de saint Maurice d'or ; au 4, d'azur à une fontaine héraldique d'or remplie d'azur et traversée par une source d'argent. |
| Blason de Beaumont-en-Verdunois | Détails | Création Robert André Louis et Dominique Lacorde, adoptée le 18 novembre 2016. |